# James Watt
(James Watt)
James Watt (Greenock, 19 gennaio 1736 – Healthfield Hall, 25 agosto 1819) è stato un ingegnere e inventore scozzese.
L'unità di misura della potenza nel Sistema Internazionale di Unità è stata chiamata watt (W) in suo onore, poiché il suo contributo alla realizzazione della moderna macchina a vapore è stato fondamentale.

## Biografia

### Infanzia
Nacque in Scozia il 19 gennaio 1736 da genitori presbiteriani. Suo padre era armatore e sua madre, Agnes Muirhead, proveniva da una famiglia distinta. Inizialmente Watt fu istruito a casa da sua madre, ma in seguito frequentò la scuola di ingegneria Greenock, dimostrando grande interesse per la matematica, mentre non brillava in greco e latino.

### Maturità
Quando Watt aveva 18 anni, sua madre morì e la salute del padre peggiorò. Per questi motivi, Watt partì per Londra, stabilendosi poi nella città scozzese di Glasgow, dove frequentò l'università. Qui, con l'aiuto di tre professori, aprì un laboratorio di manifattura presso l'ateneo. In questo periodo strinse amicizie significative con alcuni dei maggiori esponenti della comunità scientifica scozzese, legando particolarmente con Joseph Black, colui che introdusse poi il concetto di calore latente. Nel 1764 Watt, notando le perdite di vapore nelle macchine di Newcomen, sviluppò un modello di condensatore separato dal cilindro, riducendo così le perdite. Nel 1768, con John Roebuck, costruì il suo modello di macchina a vapore.

### Birmingham
Nel 1772 si trasferì a Birmingham, dove, nel 1775, entrò in stretto contatto con Matthew Boulton; Watt tentò di commercializzare la sua invenzione, ma la diffusione avvenne solo con l'inizio di una collaborazione trentennale con Boulton. Nel 1782 brevettò la macchina a doppio effetto e il regolatore di forza centrifugo per il controllo automatico della macchina; il parallelogrammo articolato risale invece al 1784. In questo stesso periodo Watt introdusse un'unità di misura chiamata "cavallo vapore" per comparare la potenza prodotta dalle macchine a vapore, che viene usata ancora oggi per indicare la potenza dei motori degli autoveicoli. Nel 1785 fu infine invitato a far parte della Royal Society londinese. Nel 1794 entrò a far parte della Società Lunare di Birmingham, dalla quale si ritirò nel 1800.

### Morte
Watt morì nel 1819 e le sue spoglie vennero seppellite presso il cimitero parrocchiale di Santa Maria a Handsworth, nella contea delle West Midlands.

## Carattere
Uomo capace di coniugare applicazione teorica e pratica, mostrò buon carattere. Molto ansioso per la sua precaria situazione economica, inoltre aveva cronici problemi di salute, come frequenti mal di testa e depressione.

## Invenzioni e opere d'ingegneria

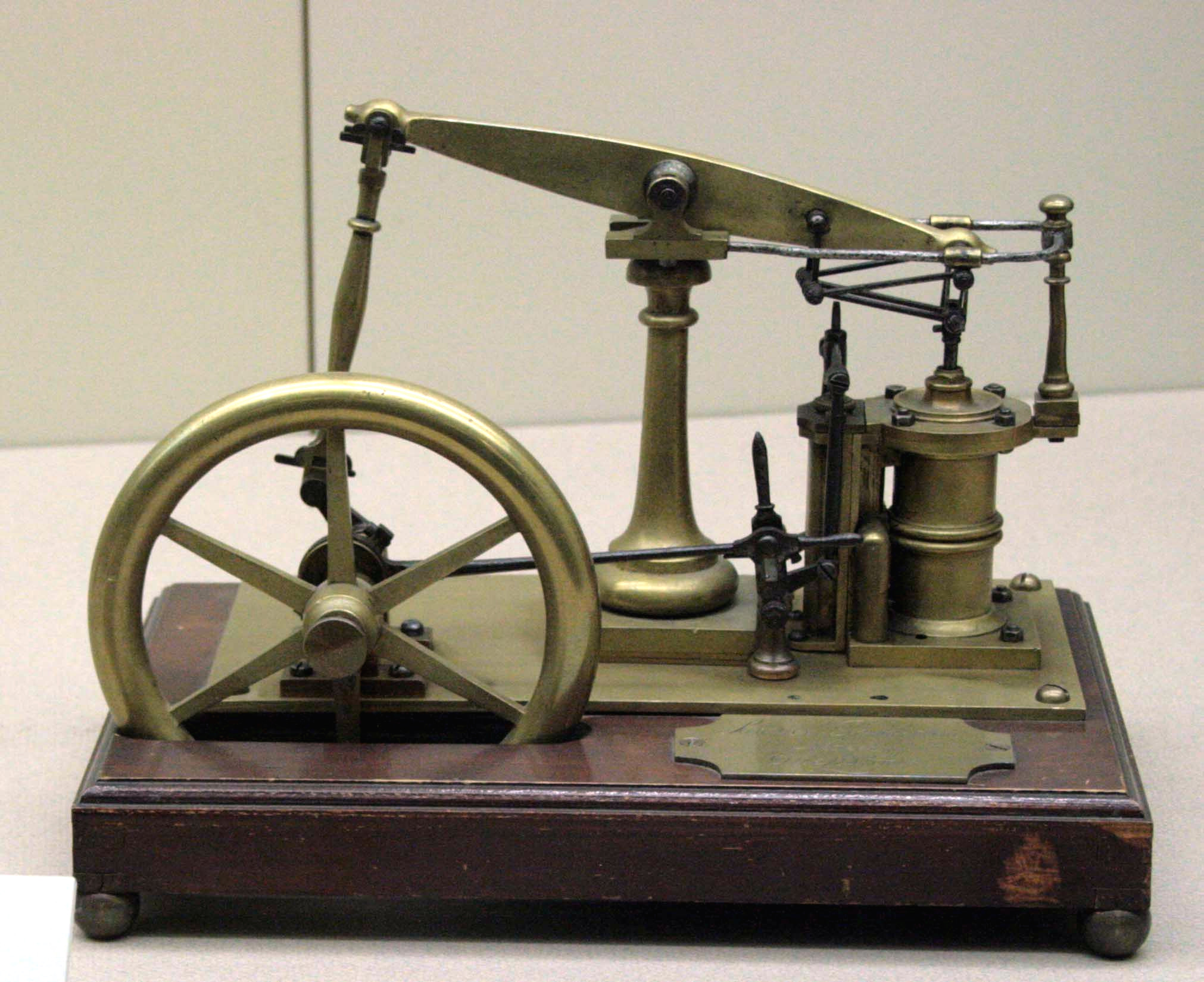
Modellino di macchina a vapore di Watt

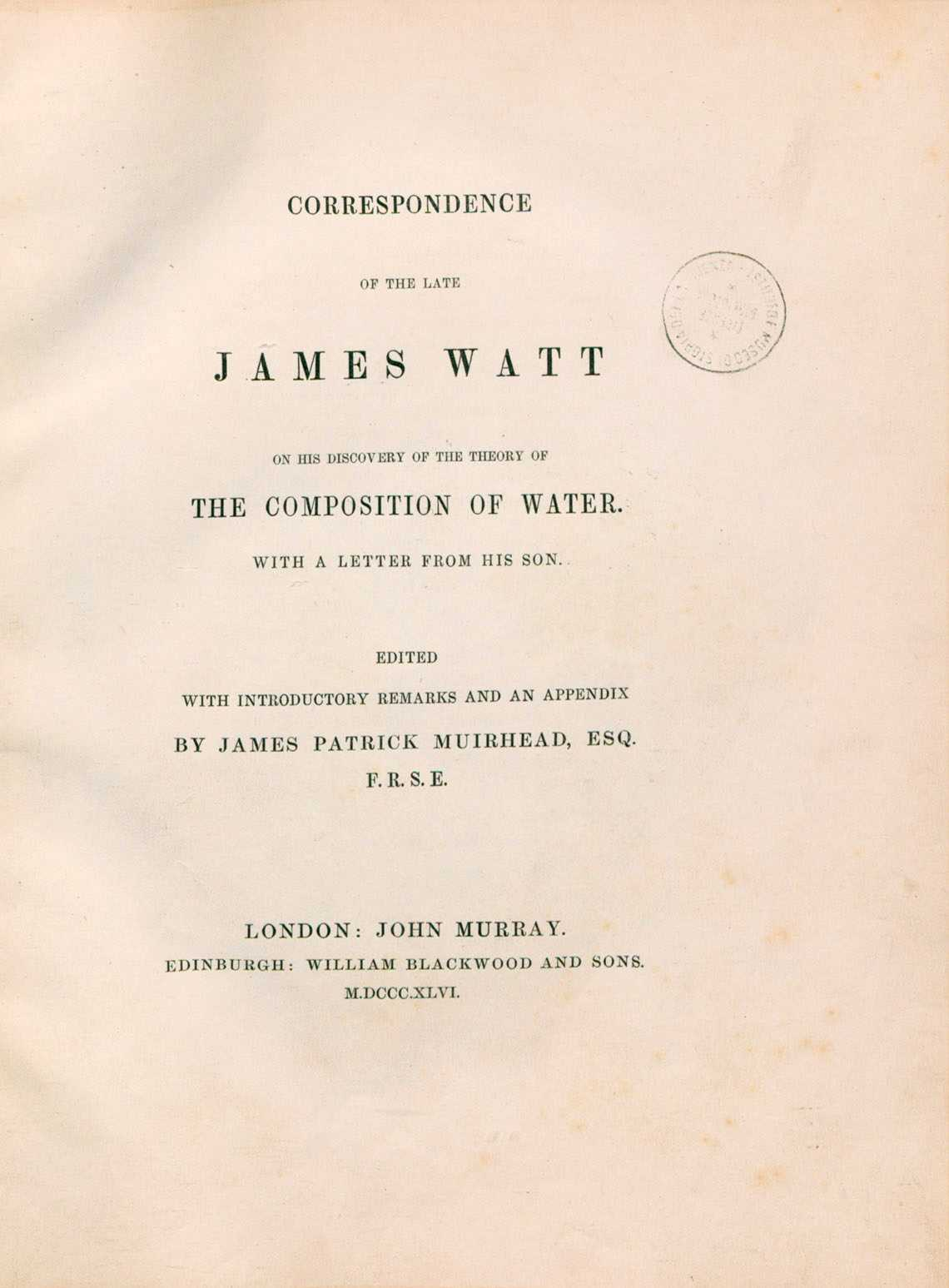
Opere. Lettere e carteggi, 1846

Watt inventò una valvola di regolazione per mantenere costante la velocità della macchina a vapore, applicò il meccanismo biella-manovella per trasformare il moto rettilineo alternato dello stantuffo nel moto rotatorio continuo di un volano. Introdusse il "doppio effetto", ovvero l'immissione di vapore in maniera alternata alle due estremità del cilindro, in modo da azionare il pistone sia nella corsa di andata sia in quella di ritorno. Inventò il condensatore separato che permetteva ai cilindri di rimanere più caldi migliorando l'efficienza del processo. Infine, inventò l'indicatore per misurare la pressione del vapore durante tutto il ciclo di lavoro del motore.
Watt fu di grande aiuto nello sviluppo della macchina a vapore, trasformandola in una sorgente di potenza economica sfruttabile. Egli capì che la macchina di Newcomen sprecava quasi tre quarti dell'energia del vapore nel riscaldamento del pistone e della camera e sviluppò di conseguenza una camera di condensazione separata, che ne aumentò considerevolmente l'efficienza. Ulteriori raffinamenti resero la macchina a vapore il lavoro della sua vita.
Il watt, unità di misura della potenza del Sistema internazionale di unità di misura, prese da lui il nome, così come, in parte, la Heriot-Watt University di Edimburgo.

## Opere
- (EN) [Opere. Lettere e carteggi], London, John Murray, 1846.